# Historia Brittonum
Die Historia Brittonum oder Historia Britonum (dt. „Geschichte der Briten“) ist ein um 829/830 in Wales verfasstes historisches Werk, das über die mythische Erstbesiedlung Britanniens durch Trojaner und die anschließende frühe Geschichte der Insel  sowie über dort spielende Legenden berichtet. Es stellt neben den Werken von Gildas und Beda eine der wenigen frühen Quellen zur britischen Geschichte für die Zeit nach dem um 410 n. Chr. erfolgten Abzug der Römer aus Britannien dar und liefert trotz seiner häufigen Unzuverlässigkeit bedeutende Informationen zur damaligen Kultur der Insel. Gemeinhin gilt Nennius als Verfasser des Werks, doch ist diese Zuschreibung sehr unsicher. Ferner ist die Historia Brittonum die früheste erhaltene Quelle, die von den angeblichen Taten des legendären Artus berichtet und hat daher das Interesse der Artus-Forscher auf sich gezogen.

## Bewertung
Der Text selbst ist eine Sammlung von Auszügen, chronologischen Berechnungen, Anmerkungen und Zusammenfassungen, die auf früheren Aufzeichnungen basieren, von denen viele nicht mehr existieren, mit dem Ergebnis, dass die Zuverlässigkeit dieses Textes in Teilen und im Ganzen in Frage gestellt wird. Der Archäologe Leslie Alcock hat bemerkt, dass in einer Ausgabe des Manuskripts der Autor seine Arbeit als Anhäufung all dessen bezeichnet, was er finden konnte, und vorgeschlagen, diesen Text, sofern man bereit sei, diese Metapher weitergehend anzuwenden, „ein steinerner Hügel sei, uneben und schlecht zueinander passend […] grausam als Beispiel für die Kunst eines Historikers. Aber er hat die Rechtschaffenheit seiner Fehler. Wir können die einzelnen Steine des Hügels sehen, und in einigen Fällen den elterlichen Fels ausmachen, von dem er stammt, sein Alter und seine Verwitterung bestimmen.“
Eine andere Sicht wird von David N. Dumville angeboten, der großen Aufwand betrieben hat, um die Entwicklung des Textes und die Beziehungen zwischen seinen Ausgaben zu ermitteln. Dumville glaubt, dass dieser Text zwischen seinem Ursprung und der Entstehung der erhalten gebliebenen Manuskripte mehrfach und auf vielerlei Weise durchgesehen, ergänzt und neu geschrieben wurde. Die Absicht des Autors sei es gewesen, eine stimmige Chronik nach Art der irischen Geschichtsschreiber seiner Zeit anzufertigen. Und da das Manuskript die einzige Geschichte von Wales neben Bedas Historia ecclesiastica gentis Anglorum sei, wurde es abgeschrieben und verändert, um diesem Anspruch zu genügen.
Traditionell wird die Historia Brittonum als Werk von Nennius angesehen, einem walisischen Mönch des 9. Jahrhunderts. Untersuchungen der verschiedenen Ausgaben zeigen jedoch, dass die Mehrzahl der erhaltenen 40 lateinischen Handschriften (fälschlicherweise) Gildas als Autor angeben, während andere (zum Beispiel das um 1100 verfasste Manuskript Harley 3859 der British Library) keinen Autor nennen. Dumvilles Forschungen haben gezeigt, dass die Zuschreibung des Werkes zu Nennius aus dem 11. Jahrhundert stammt und nur in einem Zweig der Kopien auftritt, also von einem Schreiber herrührt, der die Wurzeln des Werks in den geistigen Traditionen seiner Zeit suchte.

## Inhalt
Die Historia Brittonum hat auch deshalb Aufmerksamkeit erregt, weil sie eine Rolle in den Legenden und Mythen um König Artus spielt. Hier wird allerdings Artus noch nicht als König, sondern als erfolgreicher dux bellorum („Heerführer“) vorgestellt. Einige spätere Autoren verwendeten die Historia Brittonum als Quelle für mehrere Geschichten, die sie wiederholten und ausbauten:
- Das erste Thema ist die Geschichte von Vortigern, der den Angelsachsen als Gegenleistung für die Hand von Hengists Tochter erlaubte, sich auf der britischen Insel niederzulassen
- Das zweite Thema beginnt mit der Absicht Vortigerns, in Snowdonia eine Festung zu bauen, aber der Bau misslingt. Beim Versuch, das Problem zu lösen, begegnet er Ambrosius Aurelianus (nach dem die Burg Dinas Emrys, walisisch für „Festung des Ambrosius“, genannt wird), den Geoffrey von Monmouth in seiner Nacherzählung mit Merlin gleichsetzt.
- In einem weiteren Abschnitt werden zwölf Schlachten aufgelistet, die König Artus geschlagen haben soll, von denen einige aber wohl nichts mit ihm zu tun haben.

Die Abschnitte dieser Erzählungen sind Teil des Harleian-Manuskripts, aber nicht aller existierenden Ausgaben. Die genannte „Region Ercing“ war das alte walisische Königreich „Ergyng“, das später mit Glamorgan vereint wurde.

## Sonstiges
Es gibt auch Kapitel, die Ereignisse um Germanus von Auxerre berichten und vorgeben, Auszüge aus (jetzt verlorenen) Biographien über diesen Heiligen zu sein. Sie enthalten eine einzigartige Sammlung von Überlieferungen zu St. Patrick, ebenso einen Teil, der Ereignisse im Norden Englands im 6. und 7. Jahrhundert beschreibt und mit einem Absatz über die Anfänge der walisischen Literatur beginnt.

“62 […] tunc Talhaern Tataguen in poemate claruit et Neirin, et Taliessin, et Bluchbard, et Cian, qui vocatur Guenith Guaut, simul uno tempore in poemate Britannico claruerunt […]”

„In dieser Zeit war Talhaiarn Cataguen berühmt für Poesie, und Aneirin, Taliesin, Bluchbard und Cian, der Guenith Guaut genannt wird, waren alle berühmt in der britischen Dichtkunst.“

Es gibt eine Reihe von anderen Arbeiten, die oft mit den Historia Brittonum in Verbindung gebracht werden, einerseits weil einige von ihnen erstmals im Text des Harleian-Manuskripts erscheinen, andererseits werden sie oft in Untersuchungen der Historia Brittonum erwähnt:
1. Die Annales Cambriae, eine Chronik, die aus einer nicht bezifferten Aneinanderreihung der Jahre zwischen 445 und 977 besteht, wobei zu einigen von ihnen Ereignisse hinzugefügt wurden. Zwei wesentliche darunter sind die Schlacht von Mons Badonicus (um 516) und die Schlacht von Camlann (537), in der Artus und Mordred fielen. Eine Version davon wurde als Anfang für spätere walisische Chroniken benutzt.
2. Die walisische Genealogie. Als eine von vielen walisischen Genealogien, enthält dieses Dokument die Stammfolge von Hywel Dda, König von Gwynedd und einigen seiner Zeitgenossen. Die Säule von Eliseg wird häufig in Zusammenhang mit diesen Genealogien diskutiert.
3. Die angelsächsische Genealogie, eine Sammlung der Genealogien der fünf frühenglischen Königreiche Bernicia, Deira, Kent, East Anglia und Mercia.

## Ausgaben
- John Allen Giles: Historia Britonum, in: History of the Ancient Britons, from the Earliest Period to the Invasion of the Saxons, 1847, S. 301–345
- Theodor Mommsen: Historia Brittonum cum additamentis Nennii, in: Monumenta Germaniae Historica, Auctores Antiquissimi, Bd. XIII 3:   Chronica Minora saec. IV. V. VI. VII., Berlin 1898, S. 111–222
- John Morris: British history and the Welsh annals, London 1980, ISBN 978-0-8476-6264-7
- David N. Dumville: The Historia Brittonum. 3: The Vatican Recension, Cambridge 1985, ISBN 0-85991-203-5